# 流田P
『流田P』（ながれだピー）は、流田Projectの1枚目のカバーアルバム。2010年12月1日にジェネオン・ユニバーサルから発売された。

## 概要
- 流田Projectの1枚目のアルバム。同日、当バンドのサウンドプロデュースを手掛けた八木沼悟志が在籍している音楽ユニット、fripSideの第2期1枚目のアルバム『infinite synthesis』も発売された。また、八木沼悟志はS総帥と称し、謎のメンバーに扮し本作のPVに参加した。
- 初回限定盤（GNCA-1273）と、通常盤（GNCA-1274）の2形態のリリース。初回限定盤には、収録曲「only my railgun」のPVが収録されたDVDと覆面ステッカーが特典として付属する。

## 収録曲
〈CD〉
1. 総帥のテーマ [1:24]
2. only my railgun [4:06]
fripSideが2009年に発表した楽曲。PVが制作されており、本家の作りを意識した映像になっている。2番から当バンドのサウンドプロデュースを手掛けた八木沼悟志がS総帥と称し、謎のメンバーに扮し出演している。またエンディングには本家本人としても出演し、一人二役を演じている。
3. JOINT [4:09]
川田まみが2007年に発表した楽曲。
4. Re-sublimity [5:01]
KOTOKOが2004年に発表した楽曲。
5. Real Force [4:06]
ELISAが2010年に発表した楽曲。
6. LEVEL5-judgelight- [3:58]
fripSideが2010年に発表した楽曲。
7. 悲しい星座 [3:56]
fripSideが2010年に発表した楽曲。
8. God knows... [4:42]
平野綾が「涼宮ハルヒ」名義で2006年に発表した楽曲。
9. Super Driver [4:20]
平野綾が2009年に発表した楽曲。
10. 旅の途中 [4:44]
清浦夏実が2008年に発表した楽曲。
11. 君の知らない物語 [5:42]
supercellが2009年に発表した楽曲。
12. only my railgun 〜総帥リミテッド〜 [4:46]

DVD （初回限定盤のみ）
1. only my railgun（PV）